# Megalonyx

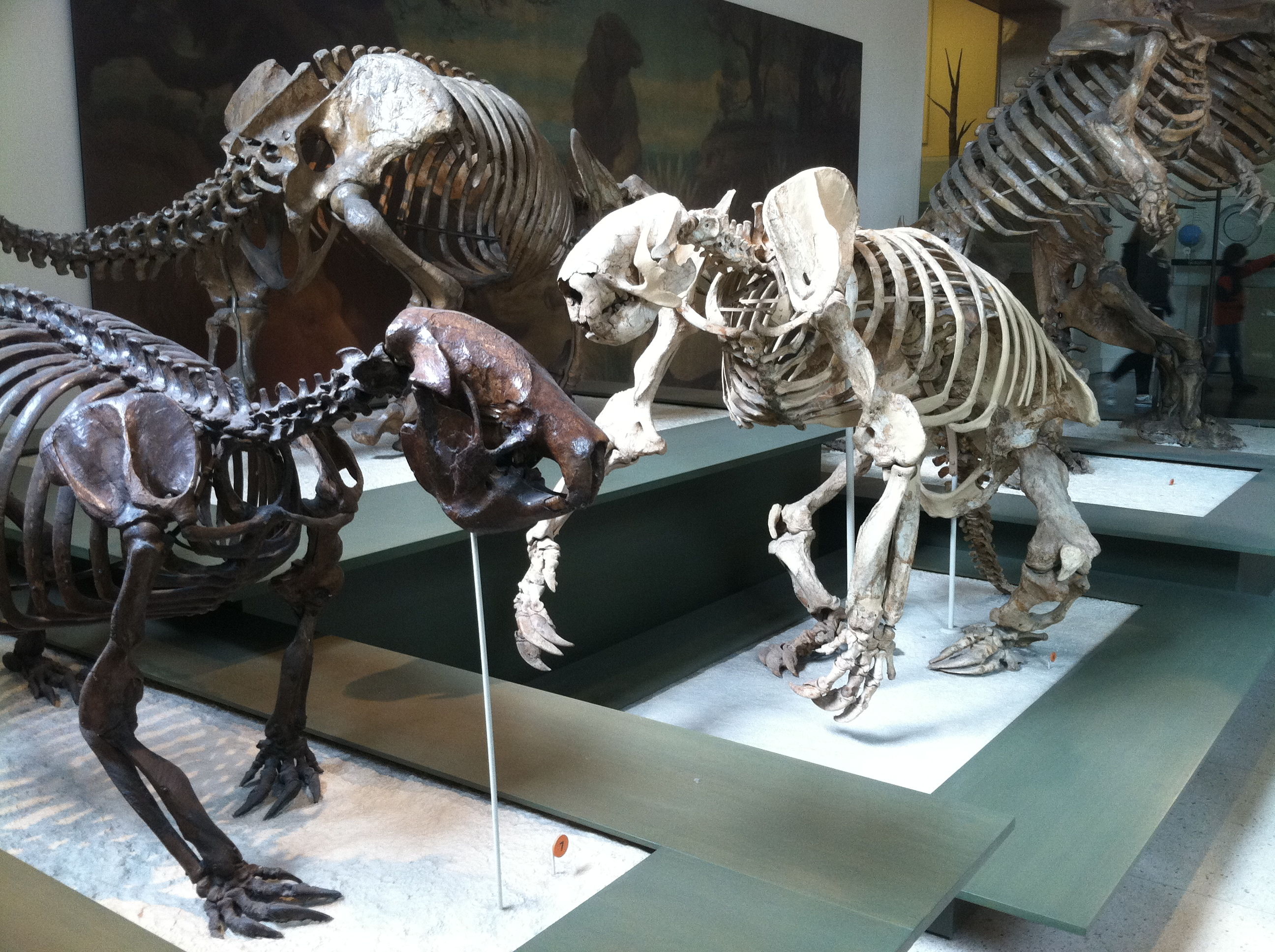

Megalonyx es un género extinto de mamíferos placentarios del orden Pilosa que habitó América durante el Pleistoceno tardío. Eran perezosos terrestres de gran tamaño, poseían potentes garras para aferrarse a los árboles de los cuales obtenían su alimento. Aunque se consideró vegetariano, algunos científicos plantean la posibilidad de que hubiese consumido alternativamente carroña. Sus restos se encuentran desde Estados Unidos, con el Megalonyx jeffersonii, hasta Argentina, con sus primeros hallazgos.